# Fort Tegart
Fort Tegart – budowla obronna wzniesiona dla brytyjskiej policji w Mandacie Palestyny.

## Historia
Nazwa fortów pochodzi od nazwiska brytyjskiego oficera policji i inżyniera sir Charlesa Tegarta, który je zaprojektował na podstawie doświadczeń rebelii w Indiach w 1902. W 1936 w Mandacie Palestyny wybuchła rewolta arabska. Rok później brytyjskie władze mandatowe wezwały Tegarta do przyjazdu do Palestyny w celu koordynacji działań przeciwko nieregularnym siłom arabskim, które otrzymywały pomoc z terytorium współczesnego Libanu i Syrii. Po zapoznaniu się z sytuacją, Tegart w 1938 zaproponował budowę sieci fortów strzegących północnej granicy Mandatu Palestyny z francuskim Mandatem Syrii i Libanu. Pomimo zakończenia się w 1939 arabskiego powstania, budowa fortów była kontynuowana. Ich budowę nie koncentrowano już tylko na północnej granicy, ale rozlokowano je także przy najważniejszych strategicznie skrzyżowań wewnątrz Palestyny. W latach 1940–1943 wybudowano 55 fortów Tegart. Forty były budowane w pięciu różnych modelach, uzależnionych od przeznaczenia i wielkości stacjonującego w nich garnizonu policji. Budową fortów zajmowała się firma Solel Boneh, której prywatnym właścicielem był w owym czasie David HaCohen. W 1943 wstrzymano budowę kolejnych fortów (miało ich być 77).
Część z fortów przetrwała do czasów współczesnych. Niektóre z nich służą jako posterunki policji, inne są wykorzystywane jako areszty lub więzienia. Jeden z nich służy jako więzienie dla niebezpiecznych więźniów Camp 1391.

## Architektura
Większość fortów Tegart powstała w jednolitym stylu architektonicznym. Był to obronny fort wzniesiony na planie czworoboku (kwadratu lub prostokąta) z dwupiętrową fasadą w kolorze jasnobrązowym - kolor sprawiał, że stawały się one integralną częścią krajobrazu. W dwóch przeciwległych narożnikach znajdowały się wieże obserwacyjne ze szczelinami strzelniczymi. Wewnątrz fortu znajdował się obszerny dziedziniec, chroniony ze wszystkich stron przed ostrzałem. Budowla mieściła w sobie koszary, pomieszczenia do przesłuchań, areszt i pomieszczenia użytkowe. Dostępne były także garaże dla pojazdów wojskowych. Wiele fortów posiadało zbiorniki na wodę, umieszczane najczęściej na dachach, a rzadziej w podziemiach.

## Lista fortów Tegart
| Nazwa fortu              | Lokalizacja                                                   | Historia                                                            | Stan obecny                                    |
| ------------------------ | ------------------------------------------------------------- | ------------------------------------------------------------------- | ---------------------------------------------- |
| Abu Ghosh                | Abu Ghausz                                                    | Służył jako siedziba Brygady Giwati, później jako baza wojskowa     | Obiekt opuszczony                              |
| Acre                     | Akka                                                          |                                                                     | Posterunek policji                             |
| Afula                    | Afula                                                         |                                                                     | Posterunek policji                             |
| Al-Khalisa               | Kirjat Szemona                                                |                                                                     | Posterunek policji                             |
| Artop                    | Bet Szemesz                                                   |                                                                     | Posterunek policji                             |
| Atlit                    | Atlit                                                         |                                                                     | Baza wojskowa                                  |
| Beer Szewa               | Beer Szewa                                                    |                                                                     | Siedziba Południowego Dowództwa                |
| Beit Dagan               | Bet Dagan                                                     |                                                                     | Posterunek policji                             |
| Beit Jibrin              | Bet Guwrin                                                    |                                                                     | Posterunek policji granicznej                  |
| Beit Lid                 | Skrzyżowanie HaSzaron przy Gannot Hadar                       |                                                                     | Więzienie                                      |
| Bet Sze’an               | Bet Sze’an                                                    |                                                                     | Posterunek policji                             |
| Betlejem                 | Betlejem                                                      |                                                                     | Siedziba administracji Autonomii Palestyńskiej |
| Bridge                   | Geszer                                                        |                                                                     | Wojskowy ośrodek szkoleniowy                   |
| Dir Cadiz                | Dir Cadiz                                                     |                                                                     |                                                |
| Ein Tina                 | Wadi Amud przy Chukok                                         |                                                                     | Opuszczony                                     |
| Fara                     | Obóz uchodźców Fara przy Nablusie                             |                                                                     | Więzienie palestyńskie                         |
| Faraday                  | Parod                                                         |                                                                     | Opuszczony                                     |
| Hadera                   | Hadera                                                        |                                                                     | Posterunek policji                             |
| Hamat Gader              | W dolinie rzeki Jarmuk, na południe od jeziora Tyberiadzkiego |                                                                     | Baza wojskowa                                  |
| Hebron                   | Hebron                                                        | Zniszczony przez izraelską armię                                    | Nie istnieje                                   |
| Iraq Suwaydan            | Sede Jo’aw                                                    |                                                                     | Muzeum Brygady Giwati                          |
| Jalame                   | Hajfa                                                         |                                                                     | Areszt Kiszon                                  |
| Jawne                    | Jawne                                                         |                                                                     |                                                |
| Jenin                    | Dżanin                                                        |                                                                     | Siedziba administracji Autonomii Palestyńskiej |
| Jericho                  | Jerycho                                                       | Zniszczony przez władze Autonomii Palestyńskiej                     | Nie istnieje                                   |
| Jiftlik                  |                                                               |                                                                     | Baza wojskowa                                  |
| John                     |                                                               |                                                                     | Baza wojskowa                                  |
| John                     |                                                               |                                                                     | Baza wojskowa                                  |
| Kalkilia                 | Kalkilja                                                      | Zniszczony przez izraelską armię w 1956 w ramach operacji odwetowej | Nie istnieje                                   |
| Khan Yunis               | Chan Junus                                                    | Zniszczony w 1955                                                   | Nie istnieje                                   |
| Kirjat Chajjim           | Osiedle Kirjat Haim w Hajfie                                  |                                                                     | Posterunek policji                             |
| Lateral Atareviha        | Szomera                                                       |                                                                     | Baza wojskowa                                  |
| Lateral Bummer           | Ja’ara                                                        |                                                                     | Baza wojskowa                                  |
| Lateral Majd al-Krum     | Madżd al-Krum                                                 |                                                                     | Restauracja                                    |
| Lateral Rame             | Rama                                                          |                                                                     |                                                |
| Lateral Sasa             | Mattat                                                        |                                                                     | Baza wojskowa                                  |
| Latrun                   | Latrun                                                        |                                                                     | Muzeum Jad la-Szirjon                          |
| Lod                      | Lod                                                           |                                                                     | Posterunek policji granicznej                  |
| Lydda                    | Pomiędzy Lod a Ramlą                                          |                                                                     | Więzienie Ajalon                               |
| Majdal                   | Aszkelon                                                      |                                                                     | Więzienie                                      |
| Malkija                  | Malkijja                                                      |                                                                     |                                                |
| Megiddo                  | Skrzyżowanie przy Megiddo                                     |                                                                     | Megiddo                                        |
| Metula                   | Metulla                                                       |                                                                     | Baza wojskowa                                  |
| Nabi Yusha               | Skrzyżowanie przy An-Nabi Jusza                               |                                                                     | Posterunek policji granicznej                  |
| Nablus                   | Nablus                                                        |                                                                     | Administracja Autonomii Palestyńskiej          |
| Nachalal                 | Nahalal                                                       |                                                                     | Posterunek policji, Siedziba UNESCO Israel     |
| Nazareth                 | Nazaret                                                       |                                                                     | Baza wojskowa                                  |
| Ness Syjona              | Nes Cijjona                                                   |                                                                     | Baza wojskowa                                  |
| Petach Tikwa             | Petach Tikwa                                                  |                                                                     | Posterunek policji                             |
| Plant                    |                                                               |                                                                     |                                                |
| Qatra                    | Gedera                                                        | Ośrodek absorpcji Żydów etiopskich                                  | Opuszczony                                     |
| Rafah                    | Rafah                                                         |                                                                     |                                                |
| Ramallah                 | Ramallah                                                      |                                                                     | Administracja Autonomii Palestyńskiej          |
| Ramat Gan                | Ramat Gan                                                     |                                                                     | Posterunek policji                             |
| Ramla                    | Ramla                                                         |                                                                     | Posterunek policji                             |
| Rechowot                 | Rechowot                                                      |                                                                     | Posterunek policji                             |
| Rosh Pinna               | Rosz Pina                                                     |                                                                     | Posterunek policji                             |
| Safed (Canaan Police)    | Safed                                                         |                                                                     | Opuszczony                                     |
| Safed (Municipal Police) | Safed                                                         |                                                                     | Uczelnia                                       |
| Salha                    | Awiwim                                                        |                                                                     | Baza wojskowa                                  |
| Sanor                    | Sa-Nur                                                        |                                                                     |                                                |
| Shata                    |                                                               |                                                                     | Szitta                                         |
| Shfaram                  | Szefaram                                                      |                                                                     | Posterunek policji                             |
| Tarshiha                 | Me’ona                                                        |                                                                     | Posterunek policji                             |
| Tel Mond                 | Tel Mond                                                      |                                                                     | Więzienie HaSzaron                             |
| Tani                     | Be’er Towijja                                                 |                                                                     | Obiekt opuszczony, zabytek                     |
| Tiberias                 | Tyberiada                                                     |                                                                     | Posterunek policji                             |
| Tulkarem                 | Tulkarm                                                       |                                                                     |                                                |
| Zikhron Ya’aqov          | Zichron Ja’akow                                               |                                                                     | Posterunek policji                             |
| Yaacov                   | Przy Barkaj                                                   |                                                                     | Więzienie „Obiekt 1391"                        |